# Jordglob
En jordglob är en klotformad karta över jorden, vanligtvis försedd med en träfot och en meridian av metall.
Den vanligaste typen är mellan 20 och 40 cm i diameter och avsedd att placeras på ett bord. Även större modeller förekommer och placeras då vanligtvis på golvet. Många jordglober är belysta från insidan. Större jordglober går ofta att öppna och använda som förvaringsplats. En vanlig tillämpning är att använda jordgloben som barskåp. Det finns även ett flertal s.k. virtuella jordglober, jordglober i form av datorprogram, som till exempel Google Earth, NASA World Wind eller Bing Maps.

## Historik
Den äldsta kända bevarade jordgloben tillverkades 1492 av Martin Behaim, navigatör och geograf vid Portugals hov. Amerika finns inte med, eftersom Christofer Columbus återvände därifrån först i mars 1493.
Dock hade geografen Strabon i Antikens Grekland skrivit i sitt uppslagsverk Geographica hur Jorden bör avbildas "som en glob likt Krates", grekiske filosofen Krates från Mallos som levde under 100-talet före Kristus. Under 1200-talet beskrev matematikern Giovanni Campano hur man tillverkar glober.

## Bildgalleri

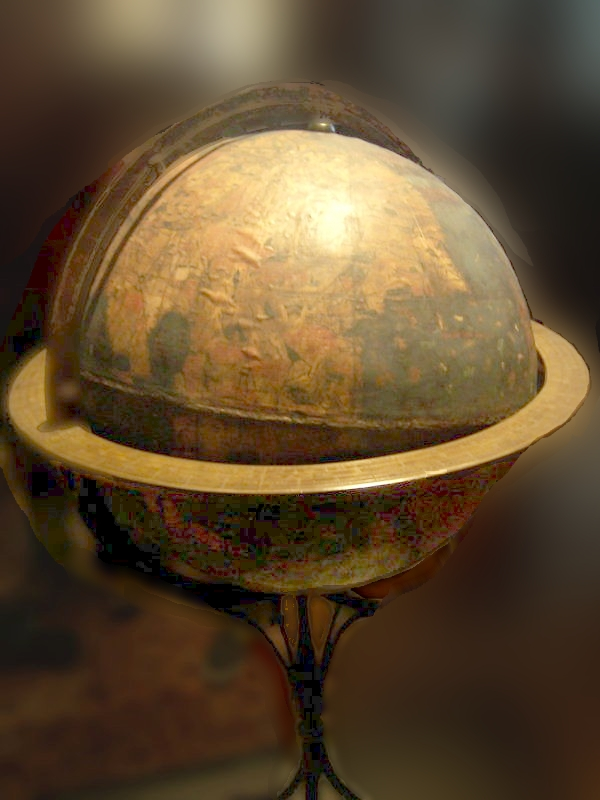
Der Erdapfel, konstruerad av navigatören och geografen Martin Behaim 1492, anses vara en av världens första jordglober. Amerikanska kontinenten finns inte med och den eurasiatiska är kraftigt förstorad.
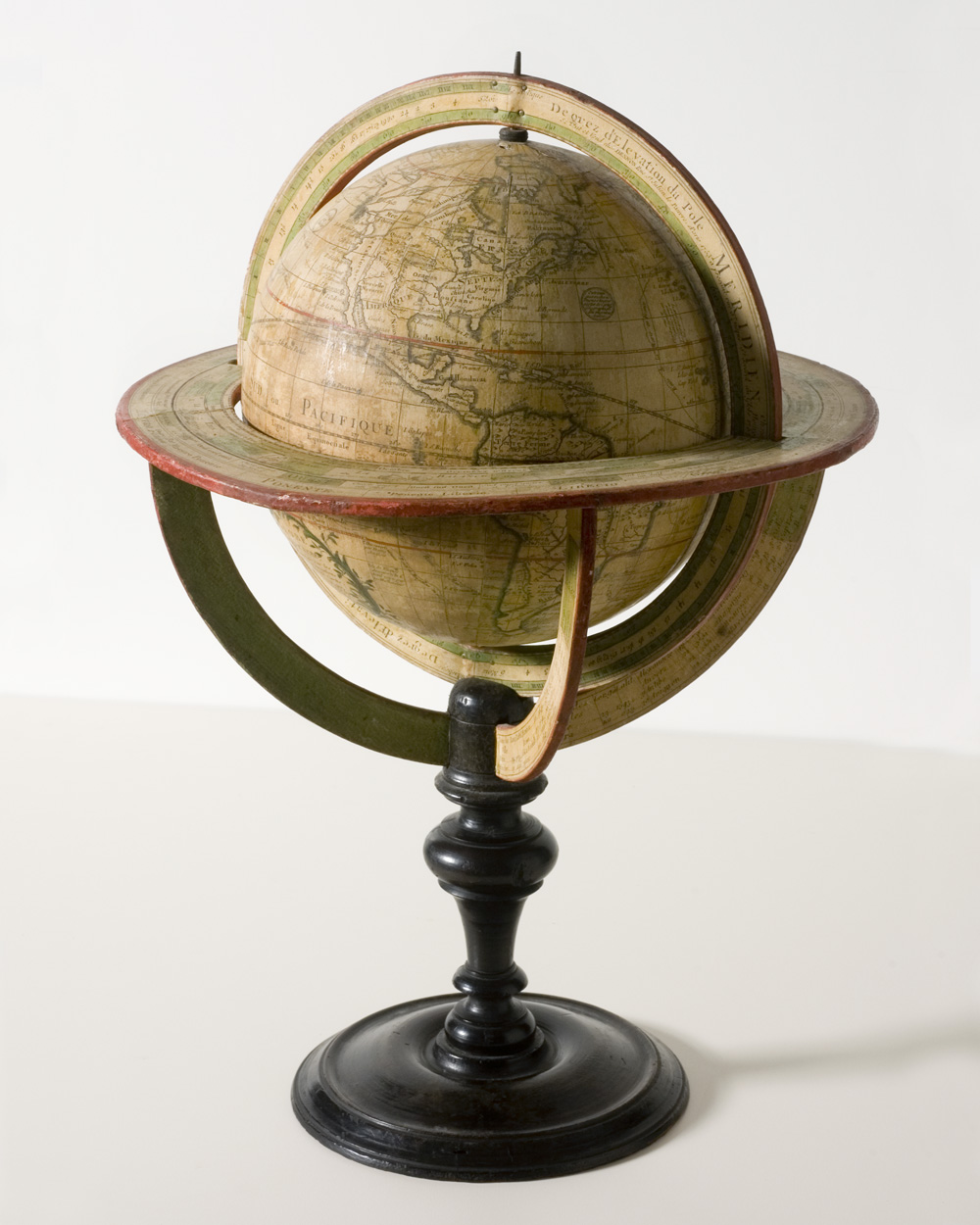
Jordglob av den franske kartografen Guillaume Delisle 1765, med en detaljerad avbildning av bl.a. Mississippifloden och en mer fantasifull av Nordvästpassagen.
Digital animering av jorden baserad på bilder från NASA, 2004.
Jordglober och karta i Skoklosters bibliotek.
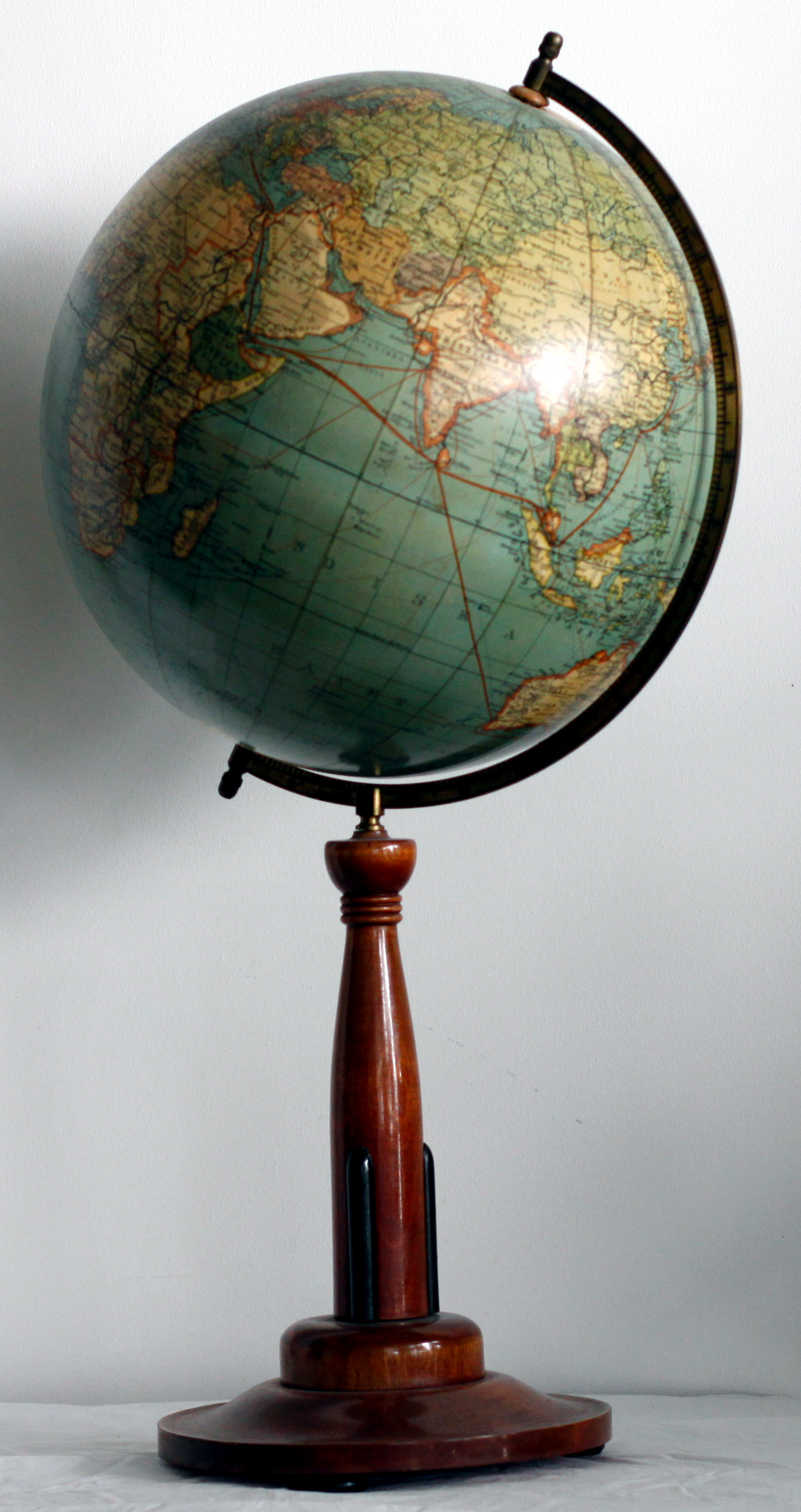
Tryckt på globen: Prof. d:r Krauses Nya Handels- och Samfärdsglob. Diametern 33 cm. Skalan: 1:38.600.000. Under medverkan av framstående geografer utgiven av Paul Räth. Läromedel-verkstäder Leipzig 1931. Bearbetad och utförd i Graupner & Körners Geograf. Ansyalt, Leipzig.

### Fotnoter
1. 1 2 3  ”Vem uppfann jordglobben?”. Allt om vetenskap. 31 mars 2009. Arkiverad från originalet den 6 november 2016. https://web.archive.org/web/20161106190434/www.alltomvetenskap.se/nyheter/vem-uppfann-jordgloben. Läst 6 november 2016.